# Essai clinique pragmatique
Un essai clinique pragmatique (PCT, Pragmatic clinical trial), parfois appelé essai clinique pratique (PCT, practical clinical trial), est un essai clinique qui se concentre sur la corrélation entre les traitements et les résultats dans la pratique du système de santé du monde réel plutôt que de se concentrer sur la preuve d'explications causales des résultats, ce qui nécessite une variable non confondante (extensive deconfounding) approfondie avec des critères d'inclusion et d'exclusion (en) si stricts qu'ils risquent de rendre les résultats de l'essai non pertinents pour la plupart des pratiques du monde réel,.